# Limbodessus lapostaae
Limbodessus lapostaae är en skalbaggsart som först beskrevs av Watts och William F. Humphreys 1999.  Limbodessus lapostaae ingår i släktet Limbodessus och familjen dykare. Inga underarter finns listade i Catalogue of Life.